# Josie Urpani
Josie Urpani (10 ottobre 1936) è un ex calciatore maltese, di ruolo centrocampista.

## Carriera

### Club
Ha giocato dal 1958 al 1966 nella prima divisione maltese, che ha anche vinto per 3 volte; ha inoltre vinto 2 coppe nazionali maltesi.

### Nazionale
Ha collezionato sette presenze con la propria Nazionale.

## Palmarès

### Giocatore

#### Competizioni nazionali
- Campionato maltese: 3

Valletta: 1958-1959, 1959-1960, 1962-1963
- Coppa di Malta: 2

Valletta: 1959-1960, 1963-1964